# جبل سمحان
جبل سمحان أحد الجبال الشاهقة في شبه الجزيرة العربية، يقع في ظفار جنوب سلطنة عمان، وهو الجزء الشرقي من سلسلة جبال ظفار، تتقاسمه إدارياً ولاية سدح وولاية مرباط في محافظة ظفار سلطنة عمان. يعتبر جبل سمحان من أهم السلاسل الجبلية في محافظة ظفار، ويبلغ أقصى ارتفاع له 2,100 متر، ويضم جبل سمحان العديد من السهول تتخللها ممرات ضيقة وعميقة يصل بعضها إلى نحو 1,000 متر.

## الحياة النباتية والحيوانية
تنتشر النباتات المتفرقة في سهل جبل سمحان مع وجود بعض أشجار السمر وأشجار اللبان، وتفتقر الممرات الجبلية الضيقة لوجود المياه لكن توجد بها أكثر من مجرى للسيول والتي تعتبر مصدرا هاما للمياه لمعظم الحيوانات المتواجدة بالمنطقة. وتحوي هذه الجبال إلى جانب النمر العربي (والذي يعتبر نادراً) على عدد من الثدييات الأخرى مثل الغزال العربي والوعل النوبي والوبر الصخري والثعالب. وتعتبر النمور في العادة من أكثر الحيوانات تعايشاً مع البيئة المحيطة، ويكون النمر العربي في الغالب أصغر حجما وأفتح لونا من نظيره الأفريقي، وقد تواجدت النمور العربية في سلسلة الجبال الشمالية لشبه الجزيرة العربية.